# 1949 w filmie
Wydarzenia filmowe w 1949 roku.

## Wydarzenia
- 3 stycznia – Alfred Hitchcock podpisał z wytwórnią Warner Bros. umowę na realizację 4 filmów w ciągu sześciu lat (wartość kontraktu: 990.000 $).

## Urodzili się
- 1 stycznia:
  - Piotr Stefaniak, polski aktor i reżyser
  - Wojciech Ostapowicz, polski operator
- 24 stycznia – John Belushi, amerykański aktor (zm. 1982)
- 4 lutego – Krzysztof Zakrzewski, polski aktor (zm. 2021)
- 22 marca – Fanny Ardant, aktorka
- 27 marca – Krzysztof Wakuliński, polski aktor
- 4 kwietnia – Parveen Babi, indyjska aktorka (zm. 2005)
- 6 kwietnia – Janet Ågren, szwedzka aktorka
- 20 kwietnia – Jessica Lange, amerykańska aktorka
- 24 maja – Jim Broadbent, brytyjski aktor
- 31 maja – Tom Berenger, aktor
- 22 czerwca – Meryl Streep, amerykańska aktorka
- 7 lipca – Shelley Duvall, aktorka (zm. 2024)
- 29 lipca – Jerzy Bończak, polski aktor
- 23 sierpnia – Shelley Long, amerykańska aktorka
- 31 sierpnia – Richard Gere, amerykański aktor
- 6 września – Sławomir Sulej, polski aktor
- 11 września – Ewa Szykulska, polska aktorka
- 16 września – Janusz Rewiński, polski aktor (zm. 2024)
- 8 października – Sigourney Weaver, amerykańska aktorka
- 4 grudnia – Jeff Bridges, amerykański aktor
- 23 grudnia – Ewa Lemańska, polska aktorka
- 25 grudnia – Sissy Spacek, amerykańska aktorka

- Dokładna data nie znana – Alan Fontaine, brazylijski aktor telewizyjny i producent filmowy (zm. 2011)

## Zmarli
- 6 stycznia – Victor Fleming, amerykański reżyser (ur. 1889)

## Premiery

### Filmy polskie
- 15 lutego - Skarb – reż. Leonard Buczkowski (Alina Janowska, Adolf Dymsza, Danuta Szaflarska)
- 12 maja - Za wami pójdą inni – reż. Antoni Bohdziewicz
- 23 czerwca - Ulica Graniczna – reż. Aleksander Ford

### Filmy zagraniczne
- Top o’ the Morning – reż. David Miller (Bing Crosby, Ann Blyth, Barry Fitzgerald)
- Przygody Ichaboda i Pana Ropucha – reż. Jack Kinney, Clyde Geronimi, James Algar (Basil Rathbone, Bing Crosby)

## Nagrody filmowe
- Oscary
  - Najlepszy film – Gubernator
  - Najlepszy aktor – Broderick Crawford (Gubernator)
  - Najlepsza aktorka – Olivia de Havilland (Dziedziczka)

- Festiwal w Cannes
  - Złota Palma: Carol Reed – Trzeci człowiek